# Kainuu
Kainuu (Zweeds: Kajanaland) is een Finse regio (maakunta/landskap). De regio grenst in het oosten aan Rusland. Tot de opheffing van de provincies in 2010 maakte Kainuu deel uit van de provincie Oulu.
Er wonen 71.255 inwoners op een oppervlakte van 20.197,63 km² (2021).

## Gemeenten
In 2022 telt Kainuu de volgende gemeenten:
| - Hyrynsalmi - Kuhmo - Puolanka - Suomussalmi - Kajaani | - Paltamo - Ristijärvi - Sotkamo - Vaala |

Åland · Etelä-Pohjanmaa · Etelä-Savo · Kainuu · Kanta-Häme · Keski-Pohjanmaa  · Kymenlaakso · Lapin maakunta · Midden-Finland · Noord-Karelië · Österbotten · Päijät-Häme · Pirkanmaa · Pohjois-Pohjanmaa · Pohjois-Savo · Satakunta · Uusimaa · Zuid-Karelië · Zuidwest-Finland
Hyrynsalmi · Kuhmo · Puolanka · Suomussalmi · Kajaani · Paltamo · Ristijärvi · Sotkamo · Vaala
Voormalige gemeenten:
Kajaanin malaaiskunta · Vuolijoki